# Polizeibeauftragter des Bundes beim Deutschen Bundestag

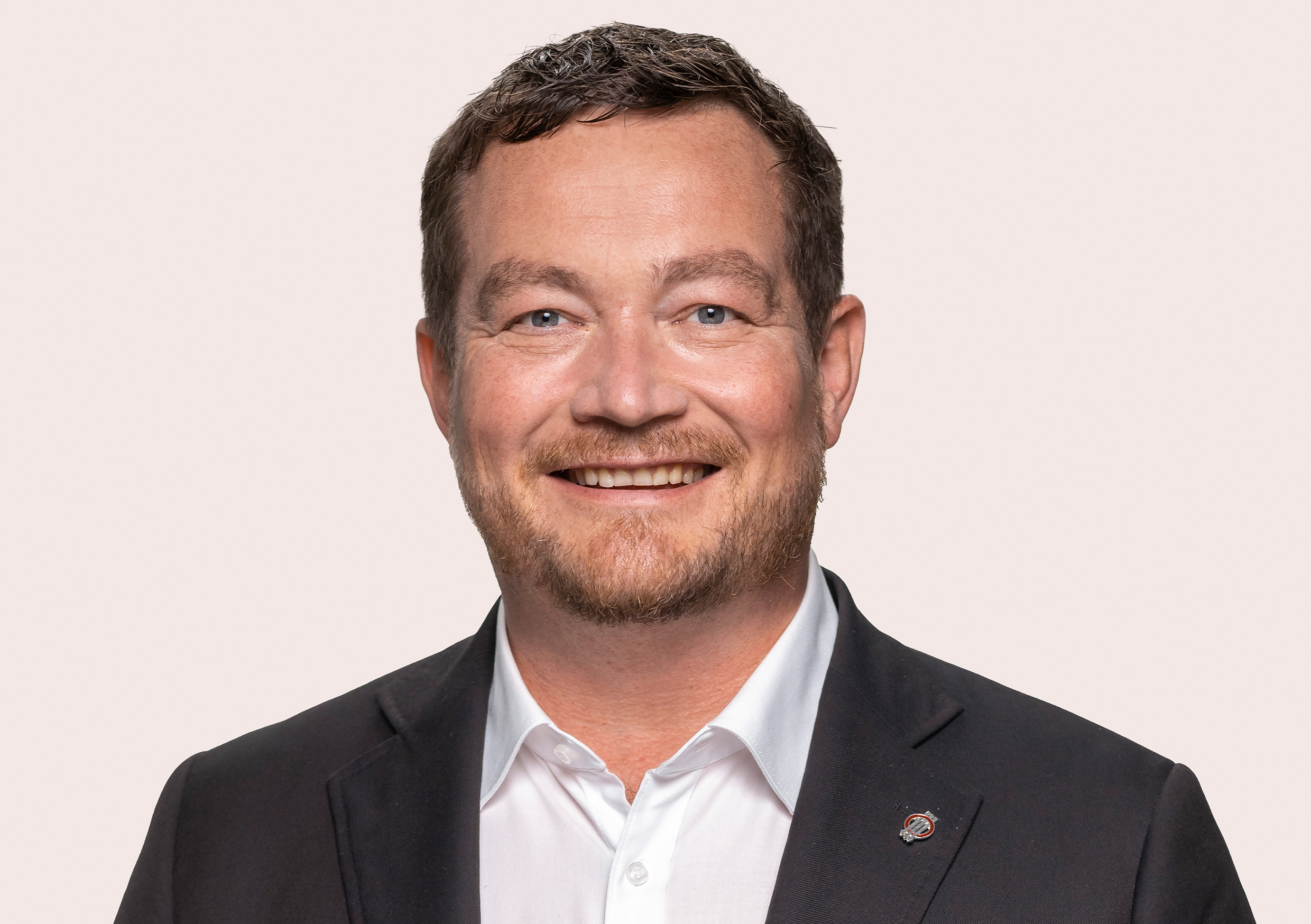
Uli Grötsch (2021)

Der Polizeibeauftragte des Bundes beim Deutschen Bundestag (Polizeibeauftragter des Bundes, Bundespolizeibeauftragter, Polizeibeauftragter) ist seit 2024 ein Hilfsorgan des Bundestages bei der Ausübung der parlamentarischen Kontrolle, der strukturelle Mängel und Fehlverhalten bei den Polizeibehörden des Bundes untersuchen soll. Am 15. März 2024 wurde Uli Grötsch (SPD) zum ersten Polizeibeauftragten ernannt.

## Aufgaben und Ziele
Der Polizeibeauftragte des Bundes hat die Funktion eines Ombudsmanns, indem er strukturelle Mängel und Fehlentwicklungen bei der Bundespolizei, dem Bundeskriminalamt und der Polizei beim Deutschen Bundestag (Polizeibehörden des Bundes) aufdecken und untersuchen sowie mögliches Fehlverhalten von Beschäftigten der Polizeibehörden des Bundes im Einzelfall, insbesondere solches, das auf eine Verletzung von Grundrechten, insbesondere Artikel 3 des Grundgesetzes, schließen lässt, bewerten und untersuchen soll.
Mit der Einrichtung des Beauftragten soll das Ziel verfolgt werden, eine Stelle außerhalb der behördlichen Strukturen dieser Polizeien des Bundes einzurichten, die unabhängig und nicht an Weisungen gebunden ist, um sowohl Bürgern als auch Beschäftigten (Beamte und Tarifbeschäftigte) dieser Polizeien die Möglichkeit zu geben, Fehlverhalten oder auch mögliche strukturelle Missstände anzuzeigen und von dieser unabhängigen Stelle untersuchen und bewerten zu lassen. Diese neue Möglichkeit tritt ergänzend neben die weiter existierenden behördeninternen Verwaltungsermittlungen und die Möglichkeiten im Rahmen des Disziplinar- bzw. Arbeitsrechts sowie den gerichtlichen Rechtsschutz. Damit sollen die Handlungsoptionen der Betroffenen erweitert, das Vertrauen der Bevölkerung in die Institution Polizei gestärkt und auch den Beschäftigten der Polizei selbst eine Möglichkeit gegeben, sich vor möglicherweise ungerechtfertigten Anschuldigungen zu schützen.

## Wahl und Amtszeit
Der Polizeibeauftragte wird auf Vorschlag der Bundestagsfraktionen vom Deutschen Bundestag gewählt. Über den Vorschlag stimmt der Deutsche Bundestag ohne Aussprache in geheimer Wahl ab. Der Polizeibeauftragte des Bundes ist gewählt, wenn mehr als die Hälfte der gesetzlichen Zahl der Mitglieder des Deutschen Bundestages für ihn gestimmt hat. Die Ernennung des Gewählten erfolgt durch den Präsidenten des Deutschen Bundestages. Die Amtszeit beträgt fünf Jahre. Eine einmalige Wiederwahl ist zulässig.

## Rechtsstellung
Die oder der Polizeibeauftragte des Bundes steht in einem öffentlich-rechtlichen Amtsverhältnis und ist bei der Ausübung seines Amtes unabhängig. Er ist von Weisungen frei und nur dem Gesetz unterworfen. Der Polizeibeauftragte des Bundes hat seinen Sitz beim Deutschen Bundestag in Berlin. Der Polizeibeauftragte des Bundes wird von einem Leitenden Beamten unterstützt. Weitere Beschäftigte werden dem Polizeibeauftragten des Bundes für die Erfüllung seiner Aufgaben beigegeben. Der Polizeibeauftragte des Bundes erhält Amtsbezüge entsprechend dem Grundgehalt der Besoldungsgruppe B 9. Das Polizeibeauftragtengesetz regelt die gesamte Rechtsstellung.

## Geschichte
Der Koalitionsvertrag 2021 sah vor, einen unabhängigen Polizeibeauftragten für die Polizeien des Bundes als Anlaufstelle beim Deutschen Bundestag mit Akteneinsichts- und Zutrittsrechten einzuführen.
Der Entwurf zur Schaffung des Polizeibeauftragtengesetzes wurde am 10. November 2023 in erster Lesung beraten und anschließend an die Ausschüsse zur weiteren Beratung überwiesen. Federführender Ausschuss war der Ausschuss für Inneres und Heimat. Der Bundestag hat das Gesetz über den Polizeibeauftragten des Bundes beim Deutschen Bundestag am 18. Januar 2024 in 2. und 3. Lesung beschlossen. Das Gesetz wurde am 4. März 2024 im Bundesgesetzblatt verkündet und trat am 5. März 2024 in Kraft.
Zum ersten Polizeibeauftragten wählte der Bundestag am 14. März 2024 Uli Grötsch. Er wurde am 15. März 2024 von Bundestagspräsidentin Bärbel Bas ernannt.